# کلیخه
کلیخه (به لهستانی:  Klichy) یک روستا در لهستان است که در گمینا برانگسک واقع شده‌است.